# Meterana pauca
Meterana pauca là một loài bướm đêm trong họ Noctuidae.